# Kecamatan Kayan Hilir
Kecamatan Kayan Hilir (indonesiska: Kayan Hilir) är ett distrikt i Indonesien.   Det ligger i provinsen Kalimantan Utara, i den nordvästra delen av landet, 1 300 km nordost om huvudstaden Jakarta.